# Kinna
Kinna ( PRONÚNCIA) é uma cidade da província histórica da Västergötland, situada a 28 km ao sul de Borås.
Tem cerca de 14 776 habitantes e é a sede da comuna de Mark, no condado da Västra Götaland, na parte sul da Suécia. 
É atravessada pela Estrada Nacional 41, que liga Varberg a Borås. 